# West Des Moines
West Des Moines ist eine Stadt (mit dem Status „City“) im Polk, Dallas, Warren und Madison County im Zentrum des US-amerikanischen Bundesstaates Iowa. Das U.S. Census Bureau hat bei der Volkszählung 2020 eine Einwohnerzahl von 68.723 ermittelt.
West Des Moines ist Bestandteil der Metropolregion um Iowas Hauptstadt Des Moines. Im Jahr 2008 lag West Des Moines laut der Zeitschrift Money auf Platz 94 der landesweiten Liste der 100 Best Places to live and launch. Die Stadt ist Des Moines’ wohlhabendster Vorort.

## Geografie
West Des Moines liegt am Nordufer des Raccoon River wenige Kilometer vor dessen Mündung in den Des Moines River. Die Stadt liegt auf 41°34′38″ nördlicher Breite und 93°42′41″ westlicher Länge und erstreckt sich über 71,4 km², die sich auf 69,4 km² Land- und 2,0 km² Wasserfläche verteilen.
Nachbarorte sind Des Moines (11,2 km östlich bis zum Stadtzentrum), Lakewood (10 km südsüdöstlich), Cumming (15,6 km südwestlich), Booneville (22,6 km westsüdwestlich), Waukee (17,5 km westnordwestlich), Clive (7,7 km nordwestlich) und Windsor Heights (3,3 km nördlich).
Die nächstgelegenen größeren Städte sind Cedar Rapids (197 km ostnordöstlich), Kansas City in Missouri (299 km südsüdwestlich), Nebraskas größte Stadt Omaha (218 km westsüdwestlich) und Minneapolis in Minnesota (402 km nördlich).

## Verkehr
Nordwestlich des Stadtkerns von West Des Moines kreuzen die Interstates 35 und 80. Die östliche Grenze des Stadtgebietes zur Nachbarstadt Des Moines wird durch den Iowa Highway 28 gebildet.
Durch die Stadt verlaufen mehrere Eisenbahnstrecken verschiedener Betreibergesellschaften.
Unmittelbar südöstlich des Stadtgebietes befindet sich der Des Moines International Airport.

## Geschichte
Das heutige West Des Moines wurde 1893 unter dem Namen Valley Junction zur Stadt erhoben. Hervorgegangen ist diese aus einer kleinen Eisenbahnersiedlung, die sich aber infolge seiner verkehrsgünstigen Lage schnell zu einem regionalen Handels- und Dienstleistungszentrum entwickelte.
Im Jahr 1905 wurde das erste Rathaus errichtet, das auch die städtische Feuerwehr beherbergte.
1938 bekam die Stadt den heutigen Namen West Des Moines, um ihr ein verändertes Image als Vorort der benachbarten Großstadt Des Moines zu geben. Damit sollte sich der Charakter von einer durch die Wirtschaftskrise gebeutelten Industriestadt zu einer wohlhabenden Vorstadt wandeln, was den Verantwortlichen auch weitgehend gelungen ist. 1943 wurde die öffentliche Bibliothek eröffnet.
1954 wurde ein neues Rathaus eröffnet, das bis zum Hochwasser im Jahr 1993 in Betrieb blieb. Die Büros waren von nun an in verschiedenen Gebäuden untergebracht, bis im Jahr 2002 ein neues Verwaltungsgebäude eröffnet werden konnte.

## Bevölkerung
Nach der Volkszählung im Jahr 2010 lebten in West Des Moines 56.609 Menschen in 23.549 Haushalten. Die Bevölkerungsdichte betrug 815,7 Einwohner pro Quadratkilometer. In den 23.549 Haushalten lebten statistisch je 2,32 Personen.
Ethnisch betrachtet setzte sich die Bevölkerung zusammen aus 88,4 Prozent Weißen, 3,3 Prozent Afroamerikanern, 0,2 Prozent amerikanischen Ureinwohnern, 4,8 Prozent Asiaten sowie aus anderen ethnischen Gruppen; 1,9 Prozent stammten von zwei oder mehr Ethnien ab. Unabhängig von der ethnischen Zugehörigkeit waren 5,2 Prozent der Bevölkerung spanischer oder lateinamerikanischer Abstammung.
24,1 Prozent der Bevölkerung waren unter 18 Jahre alt, 65,3 Prozent waren zwischen 18 und 64 und 10,6 Prozent waren 65 Jahre oder älter. 51,7 Prozent der Bevölkerung war weiblich.
Das jährliche Durchschnittseinkommen eines Haushalts lag bei 63.978 USD. Das Pro-Kopf-Einkommen betrug 37.522 USD. 6,1 Prozent der Einwohner lebten unterhalb der Armutsgrenze.